# Miljoenennota 2008
De miljoenennota 2008 is een algemene toelichting van de Nederlandse regering op de verwachte inkomsten en de uitgaven in de Nederlandse Rijksbegroting voor het jaar 2008, zoals deze bekend is gemaakt op Prinsjesdag 2007.  

## Inhoud
In de miljoenennota 2008 worden de belangrijkste plannen van het kabinet voor het jaar 2008 besproken. Hierbij wordt ingegaan op de kosten en de invloed van deze plannen op de burgers en de bedrijven. Ook wordt de algemene toestand van de Nederlandse economie besproken. 

## Geraamde uitgaven (in miljoenen euro)
| Geraamde uitgaven                    | Bedrag  |
| ------------------------------------ | ------- |
| Totaal uitgaven begroting            | 168.764 |
| Niet-belastingontvangsten            | 24.635  |
| Totaal netto niet-relevante uitgaven | 27.400  |
| Totaal                               | 220.699 |

## Raming van de belasting- en premieontvangsten (in miljoenen euro)
| Geraamde belasting- en premieontvangst              | Belastingen | Belastingen en premies |
| --------------------------------------------------- | ----------- | ---------------------- |
| Kostprijsverhogende belastingen                     | 74.604      |                        |
| Belastingen op inkomen, winst en vermogen           | 68.896      |                        |
| Totaal belastingen                                  | 143.462     | 143.462                |
| Premies volksverzekeringen kas                      |             | 31.425                 |
| Premies werknemersverzekeringen                     |             | 46.539                 |
| Aansluiting naar EMU-basis                          |             | 981                    |
| Totaal belasting- en premieontvangsten op EMU-basis |             | 222.407                |

## Geraamd overschot (in miljoenen euro)
| Geraamd overschot                                   | Bedrag  |
| --------------------------------------------------- | ------- |
| Totaal uitgaven                                     | 220.699 |
| Totaal belasting- en premieontvangsten op EMU-basis | 222.407 |
| Overschot                                           | 1.708   |